# Fibromyalgie

Druckschmerzhafte paarige tender points (ACR)

Fibromyalgie oder Fibromyalgiesyndrom (FMS) (von lateinisch fibra ‚Faser‘ und Myalgie, von altgriechisch μῦς mŷs, deutsch ‚Muskel‘ und ἄλγος álgos, deutsch ‚Schmerz‘, „Muskelschmerz“) ist ein Syndrom ausgebreiteter Schmerzen in verschiedenen Körperregionen, Schlafstörungen und vermehrter Erschöpfung. 
Zu diesen Kernsymptomen kommen eine Reihe von Begleitsymptomen wie Morgensteifigkeit und Konzentrationsstörungen. Fibromyalgie ist keine entzündliche Erkrankung, sondern vorrangig eine Störung der Schmerzwahrnehmung und -verarbeitung. Zur Diagnosestellung wird teilweise die Untersuchung schmerzhafter Druckpunkte (tender points) genutzt, in zunehmendem Maße liegt der Schwerpunkt jedoch auf Erfassung von Schmerzzonen und weiterer Kern- und Begleitsymptome. 
Die meisten Betroffenen sind Frauen. Die Ursachen der Erkrankung sind noch nicht aufgeklärt, es ist aber bekannt, dass bei Fibromyalgie-Patienten eine generell erhöhte Schmerzempfindlichkeit, eine sogenannte zentrale Sensibilisierung, vorliegt. Medikamentöse Therapien sind nicht etabliert, der Fokus der Behandlung liegt auf Sport- und Bewegungsangeboten. Fibromyalgie wurde früher als Weichteilrheumatismus, auch Muskelrheuma, bezeichnet und wird umgangssprachlich vereinzelt noch Weichteilrheuma genannt.

## Verbreitung
Nach Schätzungen sind in Europa und Nordamerika etwa 0,5 bis 5,8 % der Bevölkerung vom Fibromyalgiesyndrom betroffen. In Deutschland erfüllten 2013 rund 2 % der Bevölkerung formale Kriterien des Fibromyalgiesyndroms, wobei das Geschlechterverhältnis ausgeglichen war. In klinischen Einrichtungen sind „bis zu 80 % der Patientinnen Frauen im Alter von 40 bis 60“.

## Ursachen
Es wird als unwahrscheinlich angenommen, dass Fibromyalgie auf einen einzelnen Ursachenfaktor oder Auslöser zurückgeführt werden kann. Zur Entstehung der Störung werden aktuell multifaktorielle Entwicklungsmodelle diskutiert. Wahrscheinlich ist, dass eine Kombination aus genetischer Veranlagung und verschiedenen psychischen, sozialen und biologischen Einflüssen zu der Krankheit führt.
Da Fibromyalgie familiär gehäuft auftritt, sind genetische Mitursachen anzunehmen. Im Verdacht stehen verschiedene Gene, die am Hirnstoffwechsel beteiligt sind, insbesondere bei den Botenstoffen Serotonin (am 5HT2-Rezeptor), Dopamin und anderen Katecholaminen. Allerdings sind diese Genvarianten nicht spezifisch für die Fibromyalgie. Entzündlich-rheumatische Erkrankungen wie die Rheumatoide Arthritis oder Lupus erythematodes gelten als eine weitere Ursache. Daneben:
- ein Vitamin-D-Mangel,
- der individuelle Lebensstil (Rauchen, Übergewicht und mangelnde körperliche Aktivität),
- psychische Faktoren wie sexueller Missbrauch und körperliche Gewalt in der Kindheit sowie sexualisierte Gewalt im Erwachsenenalter,
- depressive Störungen.

Für die einzelnen Faktoren ist nicht klar, inwieweit sie ursächlich mit der Entstehung der Krankheit in Verbindung stehen.

## Pathophysiologie
Als Hauptfaktor in der Entstehung der Fibromyalgie wird nervliche Sensitivierung (Sensibilisierung), einschließlich einer zentralen Sensitivierung, angesehen. Das bedeutet, dass die Schmerzverarbeitung im zentralen Nervensystem so gestört ist, dass das Gehirn Schmerzen wahrnimmt, ohne dass ein schädigender Reiz vorliegt, und dass die Schmerzschwelle sinkt, wodurch normalerweise nicht schmerzhafte Reize als schmerzhaft wahrgenommen werden. Diese Annahme beruht auf verschiedenen pathophysiologischen Befunden:
So wurden bei Erkrankten unter anderem im Nervenwasser erniedrigte Spiegel von Serotonin-Stoffwechselprodukten festgestellt. Neben Serotonin wird auch die Rolle anderer Hormone und Neurotransmitter wie beispielsweise jene der Substanz P oder des Wachstumshormons Somatotropin in der Entstehung der Fibromyalgie untersucht.
Gewebestudien des Unterhautbindegewebes bei Fibromyalgie-Patienten deuten auf eine veränderte Anzahl und Zusammensetzung der sensorischen Nervenenden in dieser Gewebeschicht hin. So scheint die Anzahl der freien Nervenendigungen im Allgemeinen gegenüber Nichterkrankten deutlich verringert zu sein (englisch small fibre pathology). Gleichzeitig ist eine spezielle Kategorie dieser Nervenendigungen besonders zahlreich vorhanden. Hierbei handelt es sich um solche, die mit der Regulation der Durchblutung des Unterhautbindegewebes in Zusammenhang stehen und die sich in der Nähe der sogenannten arteriole-venule shunts (AVS) befinden. Diese Shunts sind kleine Gefäßverbindungen zwischen Arteriolen und Venolen und ermöglichen eine Regulation der Körpertemperatur in dieser Gewebeschicht. Es wird vermutet, dass die häufig beobachteten Störungen in der Temperaturempfindung von Fibromyalgie-Patienten mit dieser veränderten Innervation des Unterhautbindegewebes im Zusammenhang stehen.

## Symptome
Im Zentrum des Syndroms stehen chronische, also über mehrere Monate bestehende, Schmerzen in mehreren Körperregionen, ein gestörter oder nicht erholsamer Schlaf und Müdigkeit bzw. vermehrte Erschöpfbarkeit. Eine Studie der Deutschen Fibromyalgievereinigung ergab als häufigste Beschwerden Gelenk- und Muskelschmerzen an wechselnden Orten sowie Rückenschmerzen, Morgensteifigkeit, „Zerschlagenheit“ und morgens das Gefühl, schlecht geschlafen zu haben, sowie Müdigkeit, geringe Leistungsfähigkeit, Konzentrationsstörungen und Vergesslichkeit.
Das Fibromyalgiesyndrom geht häufig mit einer Depression einher. Zwischen 62 und 86 % der Patienten zeigen im Laufe ihres Lebens Anzeichen einer Depression. Insbesondere bei den berichteten kognitiven Einschränkungen (wie Konzentrations- und Gedächtnisstörungen) ist unklar, inwieweit sie auf Depressionen, Ängste oder unerwünschte Nebenwirkungen verwendeter, im zentralen Nervensystem wirkender Medikamente zurückzuführen sind.

## Diagnose
Die Diagnose einer Fibromyalgie gestaltet sich recht schwierig, da sowohl Röntgenbilder als auch Laborwerte keinen eindeutigen Aufschluss geben, auch wenn sie zum Ausschluss wichtiger Differentialdiagnosen hilfreich sind. Die Diagnosestellung beruht daher auf den Befunden der körperlichen Untersuchung und der Befragung der Patienten (Anamnese).

### Differentialdiagnosen
Vor der Diagnosestellung des Fibromyalgiesyndroms müssen einige Krankheiten ausgeschlossen werden, die ähnliche Symptome wie die Fibromyalgie hervorrufen. Einige davon, insbesondere die entzündlichen rheumatischen Erkrankungen, gehen oft gleichzeitig mit einem Fibromyalgiesyndrom einher oder ihm voraus. Die folgenden Differentialdiagnosen können in Betracht kommen (Liste ohne Anspruch auf Vollständigkeit).
- Systemische entzündliche Erkrankungen:
  - Rheumatoide Arthritis
  - Spondylitis ankylosans (Morbus Bechterew)
  - Sjögren-Syndrom
  - Systemischer Lupus erythematodes
  - Vaskulitiden, z. B. Polymyalgia rheumatica
  - Entzündungen der Muskeln: Polymyositis, Dermatomyositis
- Infektionen:
  - Borreliose
  - Hepatitis C
  - HIV
  - Coxsackie-Virus B
  - Parvovirus
- Hormonelle Störungen:
  - Hypothyreose
  - Hyperparathyreoidismus
  - Cushing-Syndrom
- Periphere Neuropathie
- Myofasziales Schmerzsyndrom
- Fluorchinolon-induziertes chronisches Syndrom (auch bekannt als Fluoroquinolone-Associated Disability, FQAD).[13]
- Pannikulitis

### Labordiagnostik
Ergeben sich aus der Anamnese und der körperlichen Untersuchung Hinweise auf das Vorliegen einer der oben genannten Differentialdiagnosen, können durch eine zielgerichtete Untersuchung des Blutes weitere Erkenntnisse gewonnen werden, etwa durch Bestimmung von Hormonen und Entzündungsparametern. Erhöhte Entzündungswerte im Blut (Blutsenkungsreaktion, C-reaktives Protein) sprechen beispielsweise für eine entzündliche Erkrankung – da die Fibromyalgie keine entzündliche Erkrankung ist, wären hier keine Auffälligkeiten zu erwarten. Weitere Untersuchungen sollten sich nach der vermuteten Krankheit richten, eine wahllose Bestimmung aller möglichen Laborwerte ist nicht empfehlenswert, da Marker, die auf bestimmte Erkrankungen hindeuten (wie beispielsweise antinukleäre Antikörper oder Rheumafaktoren) auch bei Personen positiv ausfallen, die überhaupt nicht an einer solchen Erkrankung leiden, wodurch die Diagnose in die falsche Richtung gelenkt werden kann.

### Klinische Diagnosekriterien

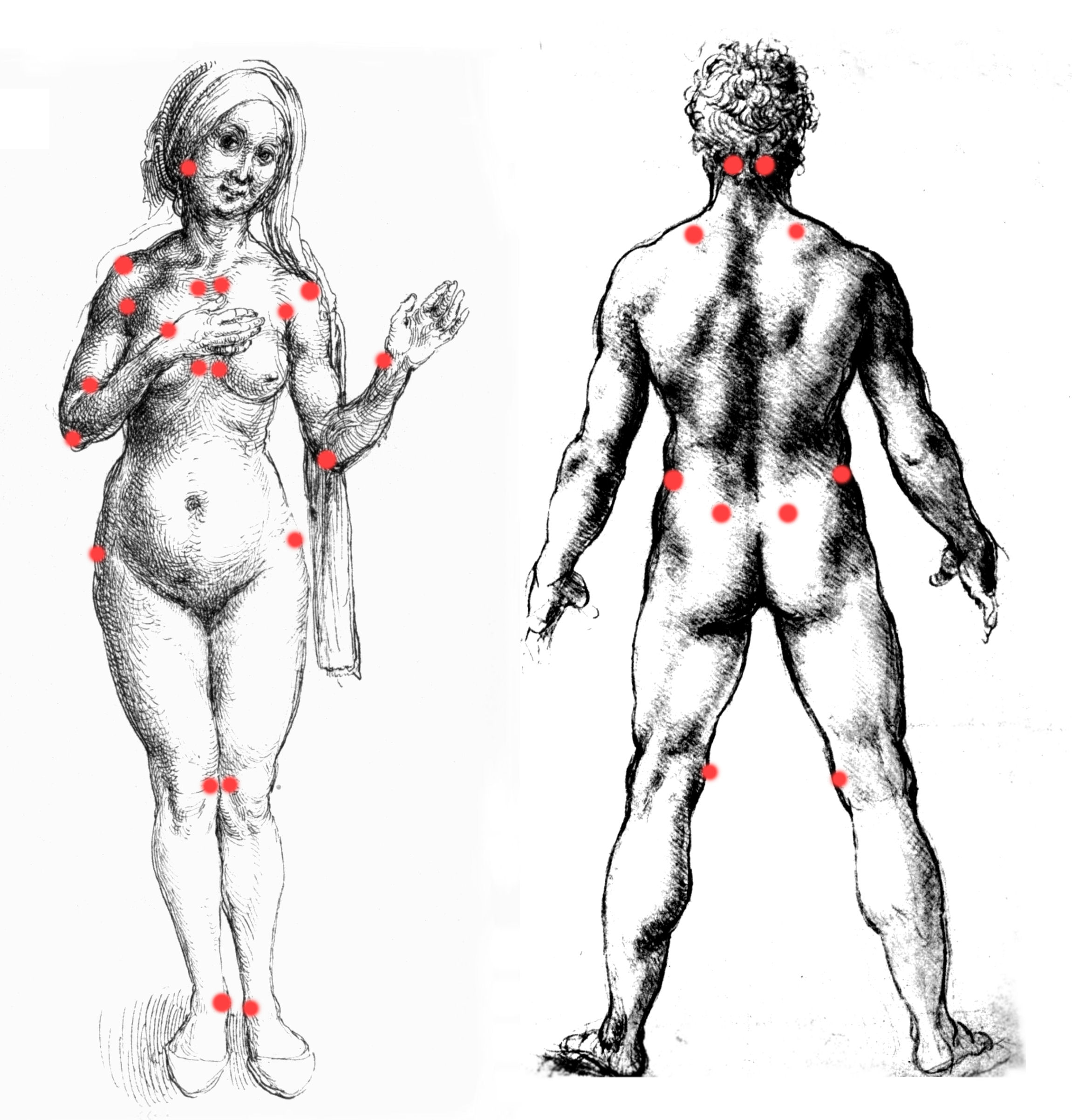
Ungefähre Lage der Druckpunkte (tender points)

1990 legte das American College of Rheumatology (ACR) erstmals Kriterien vor, die die Diagnose der Fibromyalgie erleichtern sollten. Berücksichtigt wurden alleine die Schmerzen: der Betroffene musste von ausgebreiteten, andauernden Schmerzen in mehreren Körperregionen berichten. Zudem definierte das ACR 18 „empfindliche Stellen“ oder Druckpunkte (tender points), die bei Fibromyalgie typischerweise schmerzhaft sein können. Bei der körperlichen Untersuchung müssen nach den Kriterien von 1990 mindestens elf der 18 Druckpunkte empfindlich sein. Die Einführung der Kriterien wurde in der Fachwelt zwar begrüßt, sie stießen in der Praxis jedoch an Grenzen. In der medizinischen Grundversorgung wurden die Druckpunkte oft nicht untersucht, weil die Ärzte ihre Diagnose lieber an den anderen Symptomen orientierten, oder die Untersuchung der Druckpunkte wurde falsch durchgeführt, was zu falschen Diagnosen führte. Ein weiterer Schwachpunkt der Kriterien trat bei Patienten zutage, deren Leiden sich besserte. Bei diesen konnte die Diagnose Fibromyalgie nicht aufrechterhalten werden, wenn im Verlauf weniger als elf tender points schmerzhaft waren.
Im Licht der Schwächen des tender points-Konzeptes veröffentlichte das ACR 2010 neue Kriterien, die von der Untersuchung von Druckpunkten Abstand nahmen und stattdessen auf der Erhebung von Schmerzzonen und weiterer Kern- und Begleitsymptome beruhen. Dabei wird durch Befragung des Patienten die Anzahl schmerzhafter Körperregionen in den letzten sieben Tagen ermittelt (hierzu zählen: linker und rechter Schultergürtel, linke und rechte Hüfte, linker und rechter Kiefer, linker und rechter Oberarm, linker und rechter Unterarm, linker und rechter Oberschenkel, linker und rechter Unterschenkel, oberer und unterer Rücken, Brust, Bauch und Nacken) und daraus ein Index zwischen 0 und 19 gebildet („widespread pain index“, WPI; "Schmerzausdehnungsindex"). Zusätzlich wird die Symptomschwere ermittelt (die „symptom severity scale“, SSS; Skala der Symptomschwere). Zu deren Einordnung werden den anderen drei Hauptsymptomen (Erschöpfungszustände, nicht erholsamer Schlaf und kognitive Einschränkungen) Punktwerte von 0 (keine Beschwerden) bis 3 (starke Beschwerden) zugeordnet. Darüber hinausgehenden Nebensymptomen werden zur Einordnung ihres Ausmaßes Punktwerte von 0 (keine Symptome) bis 3 (>25 Symptome) zugeordnet. Für diese Schwere-Skala ergibt sich durch Zusammenrechnen der vier Werte ein Endwert zwischen 0 und 12. Die Diagnose des Fibromyalgiesyndroms kann nach diesen Kriterien gestellt werden, wenn der WPI mindestens 7 und die Symptomschwere mindestens 5 ist, oder wenn der WPI zwischen 3 und 6 liegt, die Symptomschwere aber mindestens 9 beträgt.

Widespread Pain Index (WPI), 19 Schmerzzonen, 2010 ACR

Die deutschen Behandlungsleitlinien stellen es frei, nach welchen Kriterien die Diagnose gestellt wird.
Im Jahr 2016 wurden die Fibromyalgie-Kriterien überarbeitet und Wolfe et al. kamen zu dem Schluss, dass sie eine gute Sensitivität und Spezifität aufweisen. Die Überprüfung kombinierte medizinische und Fragebogenkriterien, wodurch Fehlklassifizierungen regionaler Schmerzstörungen minimiert und die vorherige Empfehlung bezüglich diagnostischer Ausschlüsse aufgehoben wurde. Mit anderen Worten: Die ärztlichen Kriterien gelten für die individuelle Patientendiagnose und die Selbstberichtsversion der Kriterien ist für die klinische Diagnose bei einzelnen Patienten ungültig, gilt jedoch für Forschungsstudien. Durch diese Änderungen können die Kriterien als diagnostische Kriterien fungieren und dennoch für die Klassifizierung nützlich sein.

### Abgrenzung von somatoformen Störungen
Bis heute ist in der Wissenschaft umstritten, wie das Fibromyalgie-Syndrom einzuordnen ist. Vertreter der Psychiatrie ordneten es den somatoformen Störungen zu, was daran liegt, dass Patienten mit Fibromyalgie die Kriterien einer somatoformen Störung gemäß ICD-10 und DSM 4 erfüllen, und zwar anhaltende körperliche Beschwerden, ohne dass eine körperliche Grunderkrankung festgestellt werden könnte, sowie eine Beeinflussung des Krankheitsverlaufs durch psychosoziale Faktoren. Andere Forscher lehnen die Klassifikation der Fibromyalgie als somatoforme Störung jedoch ab. Begründet wird dies zum einen mit dem Konzept der somatoformen Störung, die einen emotionalen oder psychischen Konflikt als zugrundeliegende Ursache der körperlichen Beschwerden annimmt und damit im Prinzip eine psychische Erkrankung ist. Ein solcher Konflikt liege der Fibromyalgie nicht zugrunde. Zum anderen werden die ICD- und DSM-Kriterien als schwammig und inkonsistent kritisiert. Laut diesen Wissenschaftlern handelt es sich beim Fibromyalgiesyndrom um ein Konstrukt mit biologischen, psychischen und sozialen Einflussfaktoren, das Überschneidungen mit somatoformen Störungen zeigt, jedoch nicht als solche zu verstehen sei. Eine weitere Kategorie, in die das Fibromyalgie-Syndrom in der Literatur manchmal eingeordnet wird, sind die Funktionellen Syndrome (functional somatic syndrome).

### Schlafmedizinische Aspekte
Die Fibromyalgie wird in der International Classification of Sleep Disorders (ICSD-2, 2005) im Anhang A und in der Leitlinie Nicht erholsamer Schlaf/Schlafstörungen bei den Schlafstörungen, die assoziiert mit andernorts klassifizierten Erkrankungen auftreten, aufgeführt, weil die Betroffenen wegen ihrer Beschwerden häufig zum Schlafmediziner überwiesen werden.
Bei der Störung des Schlafs handelt es sich um eine Folge der Grunderkrankung, die als Ursache der Schlafstörung erkannt und behandelt werden muss. Eine spezifische schlafmedizinische Diagnostik ist regelmäßig nicht erforderlich. In Einzelfällen wurden Schlaf-Wach-Rhythmusstörungen entsprechend dem irregulären Typ beschrieben.

## Behandlung
Die Fibromyalgie ist durch medizinische Maßnahmen nur begrenzt beeinflussbar und beschränkt sich zumeist auf eine symptomatische Behandlung. Ein Behandlungskonzept ist heute die multimodale Schmerztherapie entsprechend den Erkenntnissen der modernen Schmerzforschung. Ziel der Maßnahmen sind hierbei die Erhaltung oder Verbesserung der Funktionsfähigkeit im Alltag und damit der Lebensqualität sowie die Minderung oder Linderung der Beschwerden. Da es sich um ein lebenslang bestehendes Beschwerdebild handeln kann, werden insbesondere Behandlungsmaßnahmen empfohlen, die von Betroffenen eigenständig durchgeführt werden können (Selbstmanagement), die keine oder nur geringe Nebenwirkungen haben und deren langfristige Wirksamkeit gesichert sein sollte. So umfasst das heutige Konzept meist eine Patientenschulung, den Einsatz von Medikamenten in Verbindung mit Sport- und Funktionstraining, physikalischen Therapien sowie Psychotherapie und Entspannungsmethoden.
Eine neue Behandlungsmethode könnte die Nutzung der Darmmikrobiota von gesunden Menschen sein. Das Mikrobiom von Fibromyalgie-Patienten unterscheidet sich von dem anderer Menschen und verändert die Schmerzempfindlichkeit. Patienten, die Kapseln mit lebenden Darmbakterien gesunder Spender erhielten, zeigten eine Linderung ihrer Schmerzen. Insgesamt berichteten zwölf von insgesamt vierzehn Teilnehmerinnen über Verbesserungen bei Symptomen wie Schmerzen, Schlafstörungen und Angstzuständen, wobei allerdings Fatigue als Nebenwirkung auftrat. Allerdings wiesen die Autoren dieser Arbeit darauf hin, dass die Menge der Testpersonen sehr gering war und somit weitere Untersuchungen nötig sind.

### Medikamente
Da es an qualitativ hochwertigen Studien zur medikamentösen Therapie mangelt und die wissenschaftliche Evidenz folglich gering ist, kommen die internationalen Leitlinien (von der kanadischen Schmerzgesellschaft, der EULAR und der AWMF) mitunter zu abweichenden Therapieempfehlungen.
Die größte Erfahrung besteht mit dem trizyklischen Antidepressivum Amitriptylin, das zeitlich befristet zur Therapie chronischer Schmerzen im Rahmen eines Gesamttherapiekonzeptes eingesetzt werden kann. Unter Umständen können auch die Antiepileptika Pregabalin und Gabapentin oder das auch gegen den neuropathischen Schmerz wirksame Antidepressivum Duloxetin verwendet werden. Aus der Gruppe der Antidepressiva werden auch noch häufig Fluoxetin oder Paroxetin eingesetzt. Weitere einzelne, aber noch nicht vollkommen gesicherte Wirkungsnachweise gibt es aus der Gruppe der Antidepressiva für Sertralin, Moclobemid, Venlafaxin, Mirtazapin und Milnacipran. Letzteres hat in den USA sogar eine Zulassung für die Indikation Fibromyalgie erhalten, allerdings keine in Europa.
Für den Einsatz nichtsteroidaler Antirheumatika (NSAR) liegen keine Hinweise auf eine Wirksamkeit bei Fibromyalgie vor. Muskelrelaxantien werden nicht empfohlen. Der Einsatz starker Opioide wird ebenfalls nicht empfohlen. Das schwache Opioid Tramadol hingegen wird in zwei aktuellen Leitlinien zur Schmerzreduktion empfohlen.

### Bewegung
Bewegungsorientierte Maßnahmen stellen einen wichtigen Baustein in der Therapie dar. Zur Schmerzreduktion empfohlen wird ein moderates Ausdauertraining, zum Beispiel Walking, Radfahren, Schwimmen und Aquajogging, sowie ein Funktionstraining mit Übungen in Trocken- und Wassergymnastik. Ebenfalls eine Empfehlung gibt es für sogenannte meditative Bewegungsformen, also Tai-Chi, Chi Gong und Yoga. Eine abgestufte Empfehlung gibt es für moderates Krafttraining. Gemäß deutschen Leitlinien können auch Dehnübungen und Vibrationstraining erwogen werden.

### Physikalische Therapien
Die deutsche Leitlinie kommt zu positiven Empfehlungen für bädertherapeutische Anwendungen, genau genommen für das Baden in heißem Wasser, mineralhaltigem Wasser und Meerwasser (Thalasso). Zu Stangerbädern trifft sie wegen der unzureichenden Datenlage keine Aussage („offene Empfehlung“).
In Bezug auf Wärmeanwendungen kann die Verwendung der Biosauna oder von Infrarotkabinen erwogen werden. Unklar ist der Nutzen von Ganzkörperwärmeanwendungen (z. B. durch Wärmepackungen). Von der Nutzung von Kältekammern rät die Leitlinie ab, aber es gebe einzelne Patienten, die davon profitierten. Weitere negative Empfehlungen gibt es zu hyperbarer Sauerstofftherapie, Lasertherapie, Magnetfeldtherapie und transkranieller Magnetstimulation.

### Entspannungsmethoden
Entspannungsverfahren wie die progressive Muskelentspannung, autogenes Training, Meditation, Lachyoga und weitere Techniken der Stressbewältigung werden in Kombination mit aerobem Training empfohlen. Als alleinige Therapie sind diese Verfahren allerdings ungeeignet.

### Psychologische Maßnahmen
Psychologische Maßnahmen wie Verhaltenstherapie werden in der deutschen Leitlinie für bestimmte klinische Konstellationen empfohlen, etwa bei komorbiden psychischen Störungen. In bisherigen Arbeiten erwiesen sich die Effekte der Verhaltenstherapie auf Schmerz, Müdigkeit und gesundheitsbezogene Lebensqualität als gering. Das Nebenwirkungsrisiko von Verhaltenstherapie bei Fibromyalgie ist noch unbekannt, eine Symptomzunahme wird für möglich gehalten.
Maßnahmen wie Achtsamkeitsbasierte Stressreduktion, Entspannungsverfahren und therapeutisches Schreiben sollten aufgrund der minderwertigen Evidenzlage nicht als einzige Therapie angewendet werden. Solche Maßnahmen können vielmehr flankierend in ein multimodales Therapiekonzept eingebettet werden.

### Ernährung
Die Deutsche Schmerzgesellschaft sieht in ihrer Behandlungsleitlinie von 2019 keine Belege dafür, dass bestimmte Ernährungsformen (wie Vegetarismus, Veganismus, glutenfreie Diät, Heilfasten) einen positiven Einfluss auf die Symptomatik haben. Ausnahmen bilden Patientinnen mit Glutensensitivität, bei denen glutenfreie Kost die Fibromyalgie-Beschwerden bessern kann, sowie Übergewichtige, die von einer Gewichtsreduktion profitieren. Von Nahrungsergänzungsmitteln sollte Abstand genommen werden.
Laut einer systematischen Übersichtsarbeit von 2021, in der sechs Studien zu veganer oder vegetarischer Ernährung bei Fibromyalgie analysiert wurden, zeichnen sich positive Effekte einer überwiegend pflanzlichen (veganen oder vegetarischen) Ernährung bei Fibromyalgie-Betroffenen ab. So könnten hierdurch biochemische Parameter verbessert werden, ebenso wie Lebensqualität, Schlaf, Schmerzempfinden bei Ruhe und allgemeiner Gesundheitsstatus. Diese positiven Effekte scheinen bei einer Rückkehr zu einer fleischhaltigen Ernährung wieder zu schwinden. Die Autoren der Übersichtsarbeit weisen allerdings darauf hin, dass die Studienergebnisse vorsichtig interpretiert werden müssen, da die verfügbaren Studien verschiedene Qualitätsmängel aufweisen und nur geringe Patientenzahlen umfassen. Um den Nutzen einer fleischlosen Ernährung zu belegen, seien größer angelegte, qualitativ höherwertige Studien erforderlich.

## Prognose
Die Sterblichkeit ist bei Patienten mit Fibromyalgiesyndrom im Vergleich zur Allgemeinbevölkerung nicht erhöht.

## Geschichte
Beschreibungen muskuloskelettaler Schmerzen reichen bis ins 16. Jahrhundert zurück. Hier führte Guillaume de Baillou den Rheumatismus als Sammelbegriff für Schmerzen des Bewegungsapparates ein. Im 18. Jahrhundert kam der Begriff Muskelrheumatismus auf. Dieser wurde für Schmerzen verwendet, die nicht von gelenkzerstörenden Prozessen (wie Arthrose oder rheumatoider Arthritis) herrührten, somit fielen die Symptome der Fibromyalgie zusammen mit anderen Schmerzzuständen in diese Kategorie. Auch die Polymyalgia rheumatica wurde früher als „Muskelrheumatismus“ bezeichnet. Ab dem 19. Jahrhundert begannen Ärzte, verschiedene Unterformen des Muskelrheumatismus zu beschreiben, wobei diese frühen Definitionsversuche vage blieben und eine Unterscheidung von örtlich begrenzten und generalisierten Schmerzformen kaum ermöglichten. Im Lauf des Jahrhunderts wurden Fibromyalgie-typische Symptome wie die „empfindlichen Stellen“ (tender points) beschrieben. 
Der britische Neurologe William Richard Gowers war wie viele seiner Zeitgenossen vom Vorliegen entzündlicher Prozesse überzeugt und prägte 1904 den Begriff Fibrositis, wobei die Endung -itis bei Krankheitsnamen für eine Entzündung steht. 
Am Ende der 1920er Jahre und 1930 wurden weitere Begriffe vorgeschlagen: Myofasziitis, Myofibrositis und Neurofibrositis, die durch ihre Endungen weiterhin auf einen entzündlichen Prozess verwiesen. Dieser konnte in der Folgezeit aber nie nachgewiesen werden, so dass 1976 der Begriff Fibromyalgie vorgeschlagen wurde, der die Vorstellung einer entzündlichen Ursache fallen lässt und bis heute verwendet wird. Seit den 1980er Jahren sind die tender points, Schmerzen, Schlafstörungen und andere Beschwerden als typisch für das Fibromyalgie-Syndrom anerkannt. Mit der Veröffentlichung der Klassifikationskriterien durch das American College of Rheumatology 1990 wurde der wissenschaftliche Austausch über das Fibromyalgie-Syndrom erleichtert. Der Mangel an zuverlässigen apparativen oder laborchemischen Diagnoseinstrumenten hat aber nicht nur die Forschung behindert, sondern führt auch zu anhaltenden Zweifeln an der Eigenständigkeit der Fibromyalgie als Syndrom. So ist das Fibromyalgie-Syndrom unter Ärzten und Medizinstudenten gering angesehen. Patienten leiden daher darunter, dass sie sich mit ihren Beschwerden nicht ernst genommen fühlen.